# Historia de Colorado
La historia humana de Colorado comienza con la ocupación de la región por los pueblos indígenas de América. El Sitio Lindenmeier en el Condado de Larimer es un yacimiento arqueológico de la Cultura folsom con artefactos que datan de 8710 a. C.
Cuando los primeros exploradores, cazadores, tramperos y buscadores de oro se asentaron en Colorado, el estado albergaba ya varias naciones indígenas. La expansión hacia oriente de los europeos atrajo a los colonos a dicha área, y la historia registrada de Colorado comienza con los tratados y guerras contra México y naciones indígenas para el control de tierra. A principios de la fiebre de oro de Colorado, el área fue parte del Territorio de Kansas y el Territorio de Jefferson. El 1 de agosto de 1876, Colorado se convirtió en estado de los Estados Unidos, y mantuvo sus fronteras territoriales. 

## Pueblos indígenas de Colorado

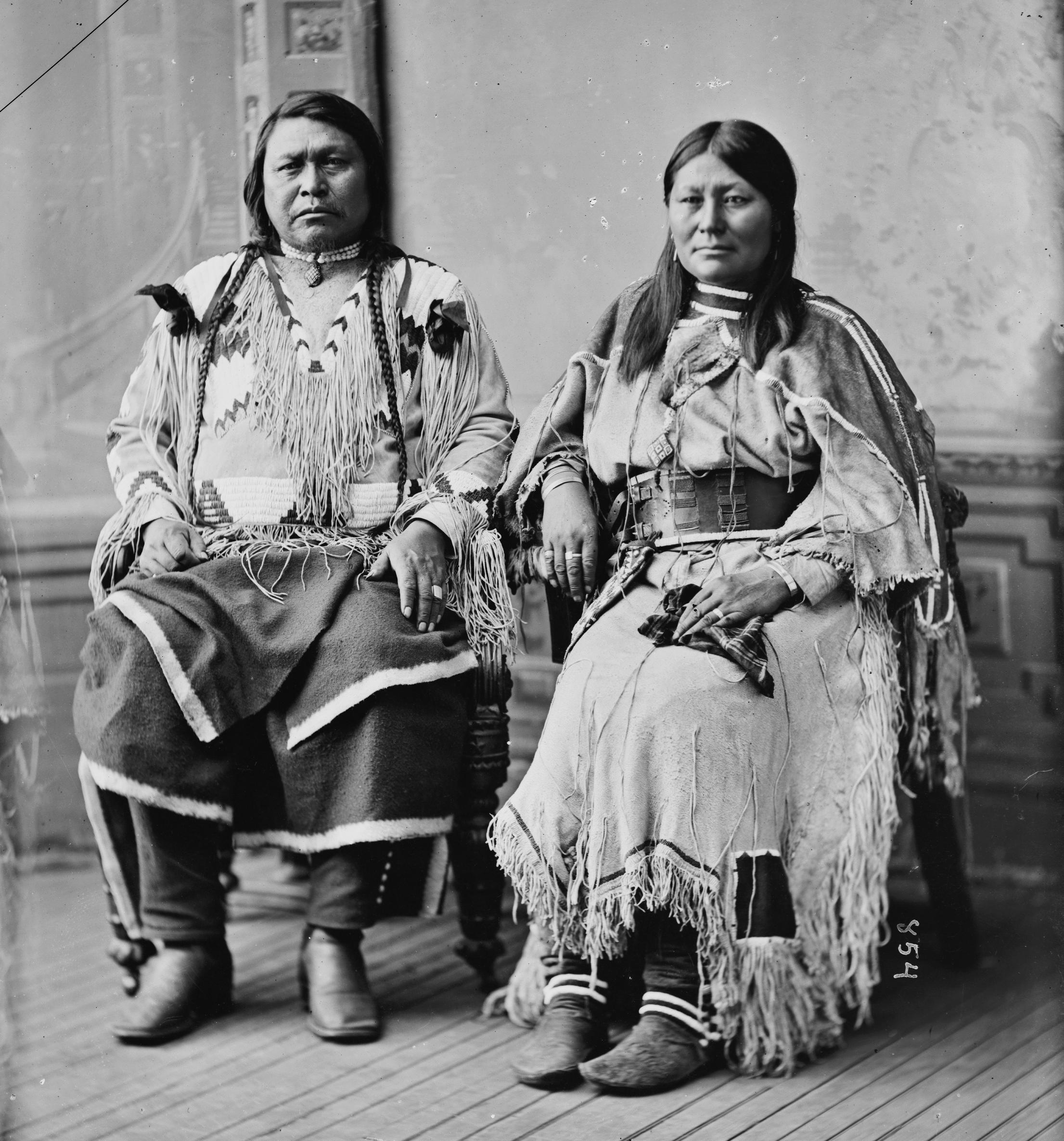
El Jefe Ouray y Chipeta.

- Anasazi — Un grupo diverso de los pueblos que moraban en los valles y mesas de la Meseta del Colorado.
- Apache — Un grupo athabascano-hablante que moraba en las Grandes Llanuras en el siglo XVIII, y entonces migró a Texas, Nuevo México, y Arizona, dejando un vacío de poder en las llanuras llenado por los arapajó y los cheyennes del este.
- Arapajó — Un grupo algonquino-hablante que migró al oeste hacia la base de las Montañas Rocosas a fines del siglo XIX y se asentó en las regiones de piemonte y las llanuras orientales. Los arapajó se mudaron de Colorado en 1865 después de la Guerra de Colorado.
- Cheyene — Un grupo algonquino-hablante íntimamente relacionado con los arapajó. Como los arapajó, migraron al oeste en el siglo XVIII a la base de las Montañas Rocosas. Con frecuencia los cheyenes vivían en bandas entre los arapajó, y se mudaron de Colorado en en la década de 1860.
- Comanche — Un grupo númico-hablante que moraba en las Llanuras Altas de Colorado suroriental. Íntimamente relacionados con los Shoshones, los comanches obtuvieron caballos de los españoles y los usaron para recorrer las Grandes Llanuras. Los comanches fueron expulsados al Territorio indio.
- Shoshón — Un grupo númico-ablante que moraba los valles intermontañosos en los límites del norte de Colorado, especialmente en el valle del Río Yampa, hasta el fin del siglo XIX.
- Ute — Un grupo númico-hablante que vivía en el sur y oeste de las Montañas Rocosas por siglos. Hasta la década de 1880, los Ute controlaban casi todo de Colorado al oeste de la divisoria continental, una situación que cambió después de la fiebre de plata de 1879. Tras chocar con blancos en los 1880s en la Masacre Meeker, casi todos fueron expulsados a Utah, con excepción de dos pequeñas reservas en Colorado suroccidental.

## Época española (1598-1824)

Colorado como parte de la provincia novohispana de Nuevo México en el imperio español hispanoamericano.

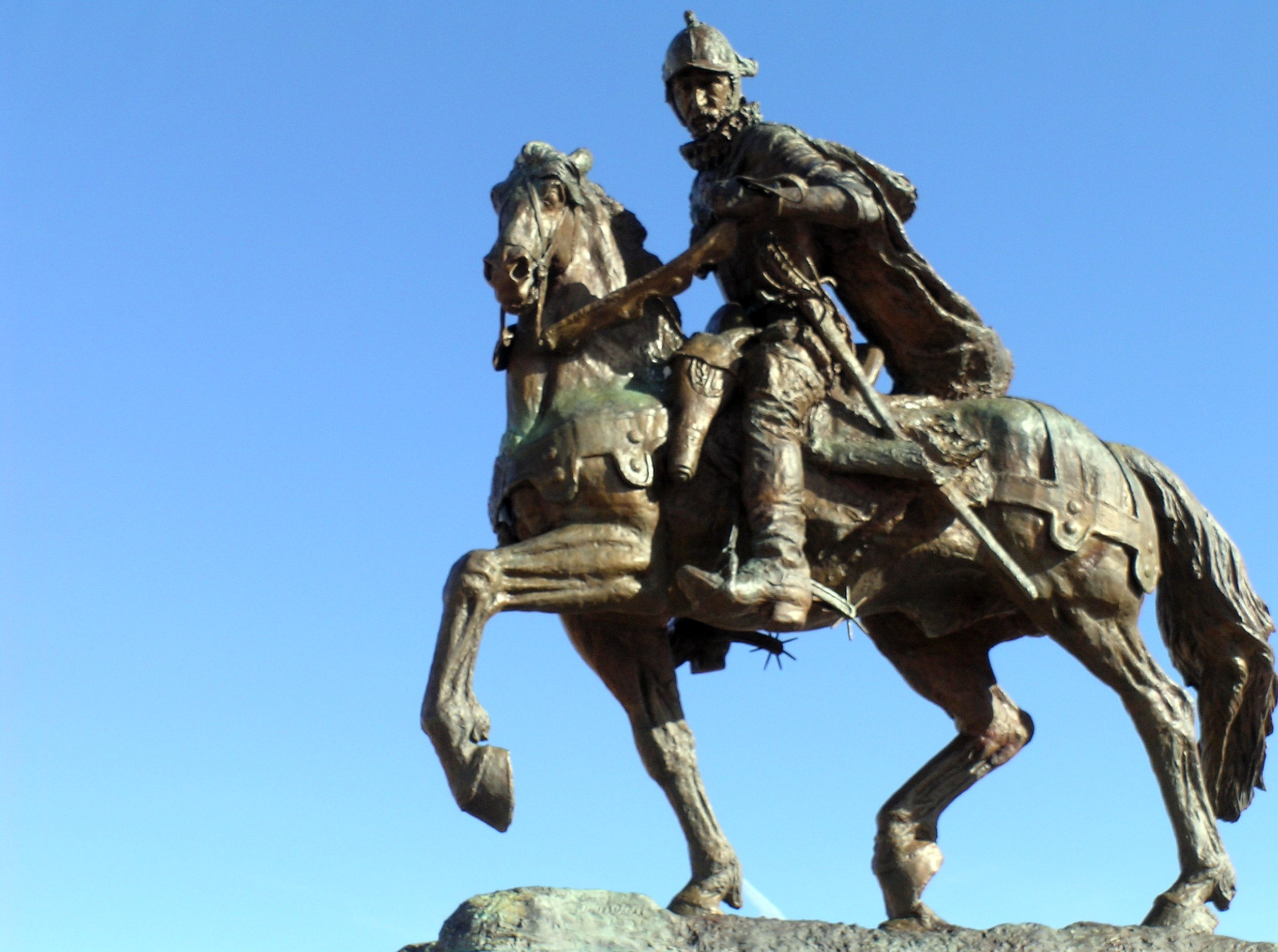
Estatua de Juan de Oñate, el primer gobernador de Nuevo México (Alcalde, Nuevo México)

La primera exploración europea del territorio de Colorado se debe a Juan de Oñate, quien el 11 de julio de 1598 estableció la provincia española de Santa Fe de Nuevo México, un amplio territorio entre los pueblos del Río Bravo. Otras exploraciones que permitieron cartografiar la zona, identificar sus accidentes naturales y a los indígenas que la poblaban fueron las de Juan de Zaldívar en el valle de San Luis (1596).
A principios del siglo XVII, ante la ausencia de riquezas mineras, los españoles se plantearon abandonar la colonización de la provincia de Nuevo México, que perduró por el empeño de los frailes franciscanos por evangelizar a los indígenas mediante numerosas misiones. Sin embargo, en el fronterizo y agreste territorio de Colorado no se estableció misión alguna, quedando la más norteña en Taos (Nuevo México). De 1694 data la expedición de Diego de Vargas al valle de San Luis, para asegurar la soberanía del territorio, evacuado tras la revuelta pueblo de 1680, que dejó constancia de grandes manadas de bisontes americanos.
A lo largo del siglo XVIII se realizaron nuevos esfuerzos por explorar el territorio, como la exploración de Juan de Ulibarri (1706) hasta los apaches y pueblo de El Cuartelejo (actual Kansas), la de Valverde y Cosío (1719) siguiendo el río Arkansas y la región de Colorado Springs, en la zona fronteriza con la Luisiana francesa, o la de Villasur por paso Ratón hacia la región pawnee en Nebraska (1720). A la exploración de Juan de Rivera de 1765 en las montañas Rocosas le seguiría la de 1776 de Domínguez y Escalante a lo largo del río Dolores y Uncompahgre. En 1779 Juan Bautista de Anza reprimió la revuelta encabezada por el comanche Cuerno Verde con tropas conformadas por ute, apache y pueblo. El único intento por establecerse al norte del río Arkansas, a expensas de la Luisiana francesa, fue San Carlos, fundada por De Anza cerca de la actual Pueblo, que fue rápidamente abandonado.  Los españoles comerciaban con los indígenas que vivían allí y establecieron el Comercio Comanchero entre los asentamientos españoles y los indígenas.
En 1803, los Estados Unidos consiguieron reclamaciones territoriales en el costado oriental de las Montañas Rocosas mediante la Compra de Luisiana. En 1806, Zebulon Pike invadió el territorio de soberanía española, adentrándose hasta el valle de San Luis, siendo detenidos en 1807 por una guarnición mandada desde Santa Fe. Las reclamaciones estadounidenses sobre el territorio al sur del río Arkansas se resolvieron con el Tratado de Adams-Onís (1821). 

## Época mexicana (1824-1848)
Al obtener México su independencia mediante los Tratados de Córdoba el 24 de agosto de 1821, éste asumió las reclamaciones territoriales de España en el área. Comerciantes mexicanos se aventuraron al norte, pero colonos mexicanos se quedaron debajo del paralelo 37 grados de latitud N hasta que los Estados Unidos firmaron una tregua con la Nación Ute en 1850.

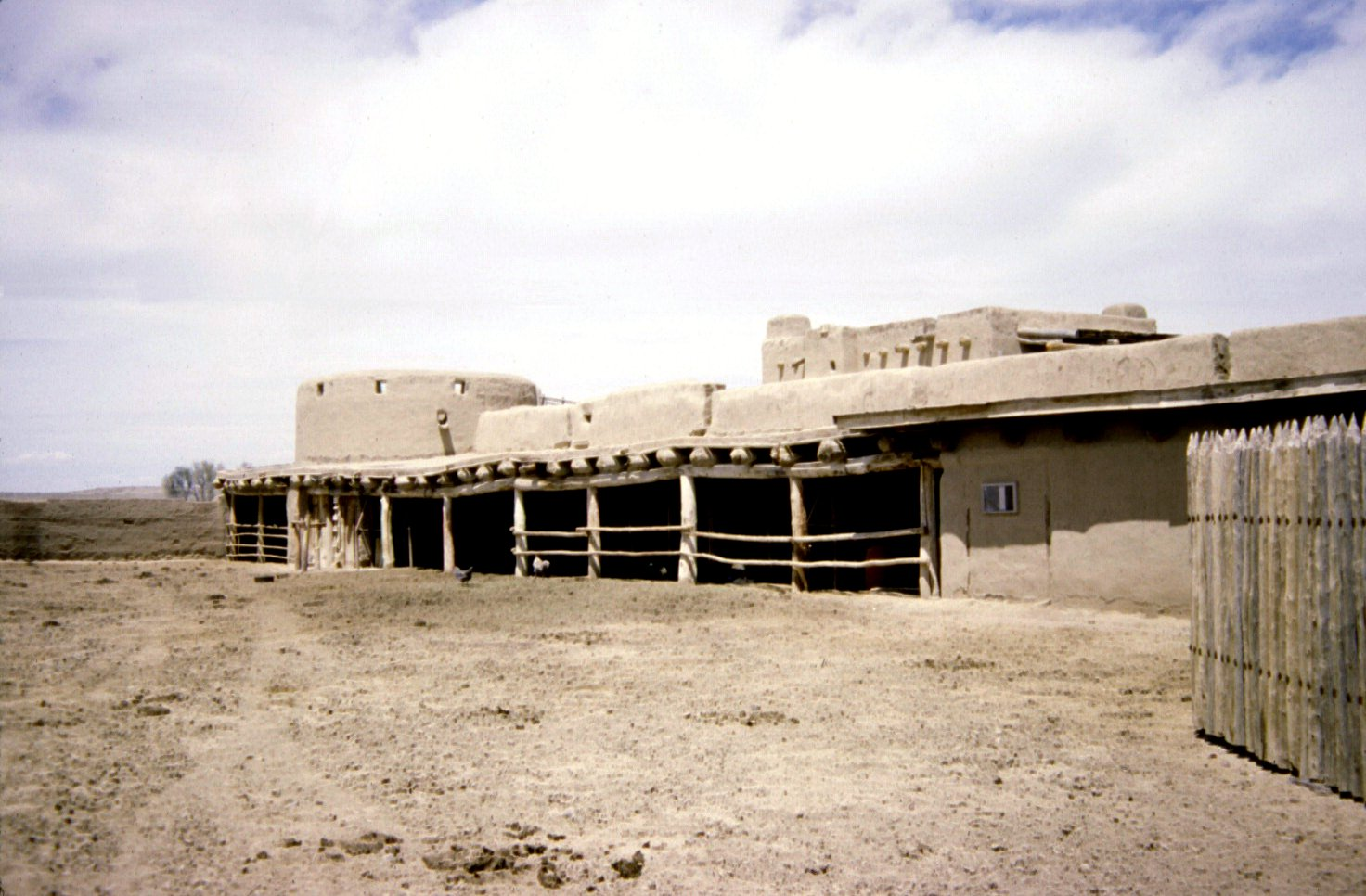
Factorías como Bent's Old Fort servían a peleteros a principios del siglo XIX.

Durante el periodo de 1832 hasta 1856, comerciantes, peleteros y colonizadores establecieron factorías y asentamientos pequeños junto al río Arkansas y al río Platte Sur cerca de la Cordillera Front. Los más importantes de estos fueron Bent's Fort y Fort Pueblo junto al río Arkansas, y Fort Saint Vrain junto al río Platte Sur. Mantos de búfalo eran los bienes principales de los indios.
En 1846 los Estados Unidos declararon la guerra a México, y este fue obligado a renunciar sus territorios norteños por el Tratado de Guadalupe Hidalgo en 1848. Este cambio abrió las Montañas Rocosas sureñas al asentamiento estadounidense, incluyendo la parte baja de Colorado. El nuevo territorio fue dividido en el Territorio de Nuevo México y el Territorio de Utah, organizados en 1850, y el Territorio de Kansas y el Territorio de Nebraska, organizados en 1854. La mayoría de los colonos evitaron las Montañas Rocosas y se dirigieron a Oregón, Deseret, o California, usualmente siguiendo el río Platte del Norte y el río Sweetwater al Paso Sur en el estado contemporáneo de Wyoming.
El 9 de abril de 1851, los colonos hispánicos de Taos, Nuevo México, establecieron el pueblo de San Luis, en el Territorio de Nuevo México, el asentamiento europeo más viejo del contemporáneo Colorado.

### Fiebre de Oro del Pico Pikes

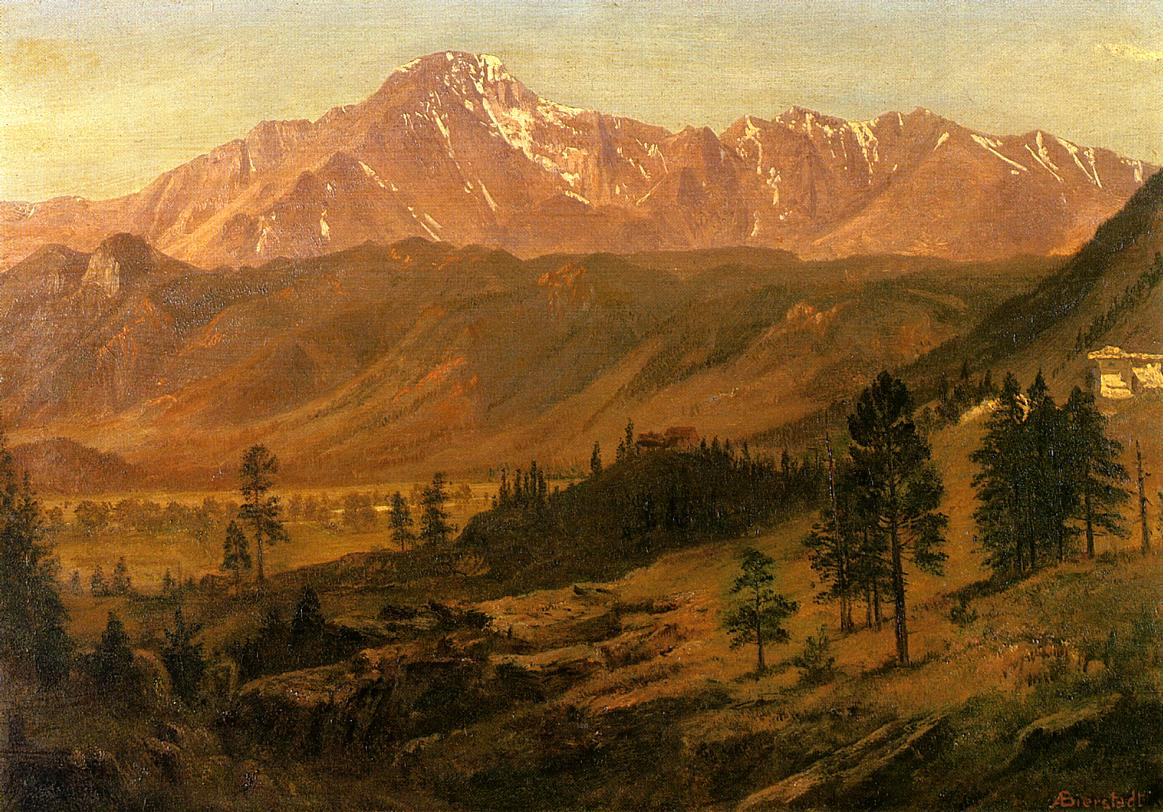
Pico Pikes de Albert Bierstadt

El 22 de junio de 1850, una caravana de carretas destinadas a California cruzó el río Platte Sur justo al norte del Arroyo Clear. Lewis Ralston metió su sartén en un riachuelo que fluía del Arroyo Clear, y encontró casi un cuarto de una onza troy de oro en su primer intento.
Ralston continuó hacia California, pero volvió al 'Arroyo de Ralston' con el Partido Green Russell tras ocho años. El partido estableció Auraria (ahora parte de Denver) en 1858 e inició la fiebre de oro en las Montañas Rocosas. La confluencia del Arroyo Clear y el Arroyo Ralston ahora está en Arvada, Colorado.
En 1858, varios grupos de buscadores de oro, destinados a la Fiebre del oro de California sacaron pocas cantidades de oro de varios arroyos en la Valle del Río Platte Sur en las faldas de las Montañas Rocosas en el Territorio de Kansas, ahora en Colorado nororiental. En un primer momento las pepitas de oro no impresionaron a los buscadores, pero persistieron los rumores de que había oro en las Rocosas, y muchos pequeños grupos exploraron la región. En el verano de 1857, un grupo de buscadores hispanohablantes del Territorio de Nuevo México trabajó en un placer en la orilla del Río Platte Sur.
El año siguiente, William Greeneberry "Green" Russell guio a un grupo cheroquí de buscadores de oro a lo largo del río Platte Sur. En la primera semana de julio de 1857, Green Russell y Sam Bates encontraron un placer pequeño cerca de la embocadura del Arroyo Little Dry (en el contemporáneo Englewood) que produjo 622 gramos de oro, el primer descubrimiento significativo de oro en la región de las Rocosas.
Se difundió la noticia del descubrimiento y se precipitó la Fiebre de Oro del Pico Pikes. Unos 100.000 buscadores de oro llegaron a la región en los tres años siguientes. Los placeres a lo largo de ríos se agotaron rápidamente, pero los mineros no tardaron en descubrir vetas más valiosas de oro, plata y otros minerales en las montañas cercanas. Esta fiebre del oro atrajo a gente hacia el territorio y resultó en una explosión demográfica.

### El Territorio de Jefferson
El Gobierno Provisional del Territorio de Jefferson fue organizado el 24 de octubre de 1859, pero el nuevo territorio no logró conseguir una autorización federal. El gobierno provisional administró la región a pesar de su falta de estado oficial hasta que el Territorio de Colorado fue organizado en 1861.

## El Territorio de Colorado (1861-1876)

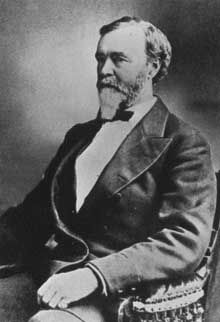
William Gilpin, primer gobernador del Territorio de Colorado.

El Territorio de Colorado fue un territorio organizado de los Estados Unidos que existió desde 1861 hasta 1876. Sus fronteras eran idénticas a las del actual Estado de Colorado. El territorio dejó de existir el 1 de agosto de 1876 cuando Colorado fue admitido a los Estados Unidos como estado. El territorio fue organizado después de la Fiebre de Oro del Pico Pikes, la que había atraído la primera colonización significante del área. La ley orgánica que creó el territorio fue aprobado por el Congreso y el presidente James Buchanan el 28 de febrero de 1861, durante la sucesión de los estados sureños que precipitó la Guerra de Sucesión. La organización del territorio consolidó el control Unionista sobre un área de las Montañas Rocosas rica en minerales.
Se consideraba que la condición de estado era inminente porque los republicanos querían conseguir dos senadores y tres votos electorales más para la reelección del presidente Lincoln. El gobernador territorial John Evans persuadió el Congreso para aprobar una ley que habilitaba, pero una mayoría de los coloradinos votaron en contra de una constitución estatal y en contra de la condición de estado. A finales de 1865, las ambiciones de convertirse en estado también fueron frustradas por un veto por el presidente Andrew Johnson. La condición de estado para Colorado fue un asunto continuo durante la administración de Ulysses Grant, y Grant estaba a favor de la condición de estado, a diferencia del Congreso.

### La Guerra de Colorado
La Guerra de Colorado (1863–1865) fue un conflicto armado entre los Estados Unidos y una alianza entre los kiowas, los comanches, los arapajó, y los cheyenes. La guerra se concentró en las Llanuras Orientales del Territorio de Colorado y culminó con la expulsión de los cuatro pueblos indígenas de Colorado al Territorio indio. La guerra incluyó un caso notorio que ocurrió en noviembre de 1864, llamado la Masacre de Sand Creek. La batalla, inicialmente aclamada por la prensa como una gran victoria, más tarde resultó ser un caso de brutalidad genocida. Las audiencias resultantes en el Congreso acerca del crimen del comandante John Chivington fueron momentos decisivos en el cambio de opinión sobre las Guerras Indias a finales de la Guerra de Secesión. En 1868, el ejército estadounidense, dirigido por George Armstrong Custer, reanudó el conflicto contra los arapajó y cheyenes en la batalla del Río Washita.

## Estado de Colorado (1876-actualidad)
El Congreso aprobó una ley habilitante el 3 de marzo de 1875 que enumeró los requisitos para que el Territorio de Colorado se convirtiera en estado. El 1 de agosto de 1876, el presidente Ulysses S. Grant firmó una proclamación que admitió el estado de Colorado a la Unión como el trigésimo octavo estado. Las fronteras del nuevo estado coincidieron con las fronteras del Territorio de Colorado.
Las mujeres ganaron el sufragio en Colorado el 7 de noviembre de 1893 en un referéndum. Colorado fue el primer estado en la Unión en aprobar el sufragio universal mediante el voto popular. (Wyoming aprobó el sufragio universal en 1869 mediante un voto de la legislatura.)
El gobernador populista Davis H. Waite hizo campaña para una enmienda constitucional para permitir el sufragio universal en Colorado. El gobernador Waite también se destacó por haber convocado la milicia estatal para proteger a mineros de una fuerza de los dueños de las minas.  

### La Minería en Colorado

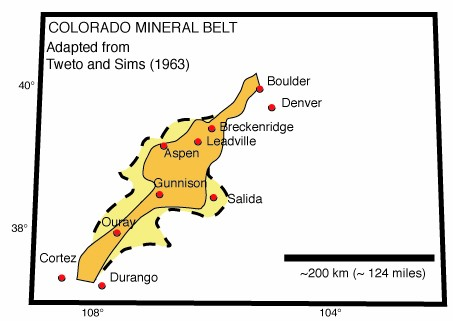
El Cinturón Mineral de Colorado.

Los participantes en la Fiebre del Oro de Pico Pikes se llamaban los Fifty-Niners (los "cincuenta-y-nueve", en referencia al año 1859), y muchos se asentaron en el área de Denver. También se descubrieron depósitos considerables de oro en el área de Central City. En 1879, se descubrió la plata en Leadville, iniciando el auge de plata de Colorado. 
Muchos esfuerzos tempranos de minería eran venturas cooperativas. Sin embargo, cuando los depósitos accesibles se agotaron fácilmente los mineros recurrieron a la minería de mineral duro. Tales operaciones industriales necesitaban más capital, y el concepto económico de derechos minerales instaría conflictos entre los dueños de minas y los mineros.
A medida que las minas se volvían más profundas también se volvieron más peligrosas, y el trabajo se volvió más arduo. En 1880, el gobernador republicano Frederick Walter Pitkin declaró la ley marcial para sofocar una huelga violenta de mineros en Leadville. En la década de 1890 muchos mineros coloradinos empezaron a formar sindicatos para protegerse. Los dueños de minas, en respuesta, se asociaban entre ellos. Disputas notables entre los mineros y los dueños fueron la huelga de Cripple Creek de 1894 y las guerras laborales de Colorado de 1903-04.
La minería del carbón se inició poco después de la primera llegada de colonizadores. Aunque el descubrimiento de carbón no desencadenó ciclos de auge como el descubrimiento de los metales preciosos, la industria temprana de carbón también tenía condiciones que causaron confrontaciones entre mineros y dueños. Los puntos de fricción habituales eran los sueldos, las horas y las condiciones de trabajo, pero a los mineros también les preocupaban asuntos de equidad y control empresarial sobre sus vidas personales.
La minería temprana del carbón en Colorado era extremadamente peligrosa, y el estado tenía una de las tasas de mortalidad más altas de la nación. Entre 1884 y 1914, más de 1700 hombres murieron en las minas de carbón de Colorado. Los mineros del carbón también resentían tener que pagar por obras de seguridad, como la instalación de soportes, y a veces eran pagados con "scrip," que sólo tenía valor en tiendas de la compañía donde los precios de cada artículo eran fijados por la misma compañía.
Una huelga en 1913 resultó en la masacre de Ludlow en 1914. Otra huelga del carbón en 1927 es conocida como la primera masacre de Columbine. En 1933, la legislación federal permitió por primera vez que todos los mineros del carbón coloradinos se unieran en sindicatos sin temor a sufrir represalias.
Como toda extracción de recursos, la minería es una industria con ciclos de auge, y a lo largo de los años, muchos pueblos fueron establecidos y abandonados cuando se agotaron los minerales, se desplomó el mercado u otro recurso se volvió disponible. Hubo un momento en el que había más de cien minas de carbón al norte de Denver y al este de Boulder. Las minas empezaron a cerrar después de la llegada de líneas de gas natural. En Colorado todavía extrae carbón y metales preciosos, pero la industria minera ha experimentado un cambio espectacular.

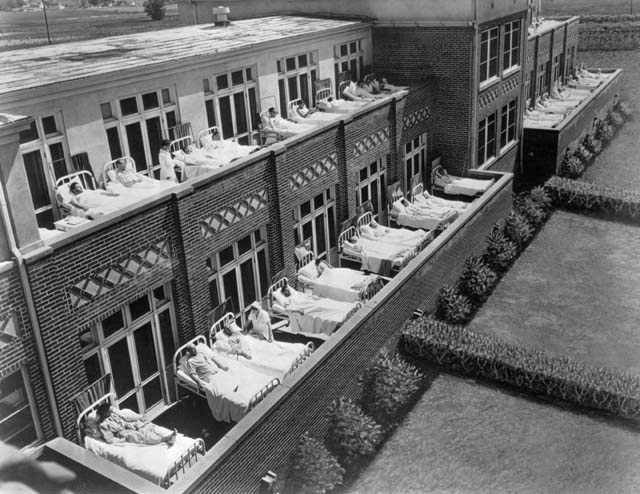
Pacientes de tuberculosis yacen en camas en el porche de un edificio del sanatorio de la Sociedad Judía de Alivio Tísico (J.C.R.S.).

Actualmente hay muchos pueblos mineros por todo Colorado, como Leadville, Georgetown, Cripple Creek, Víctor, y Central City, aunque muchas minas ya no operan. Se pueden ver los restos de las operaciones, como los pozos mineros, las dependencias mineras y los montículos de piedra extraídos de las colinas. Muchos pueblos ex-mineros recurrieron a las apuestas para atraer a visitantes. El siglo XIX culminó con una situación criminal difícil en muchos lugares, especialmente en Creede, Colorado, donde reinaban pistoleros como Robert Ford (asesino de Jesse James) y estafadores como Soapy Smith.

### "El Sanatorio del Mundo"
A partir de 1860, cuando la tuberculosis (TB) era una enfermedad mortal y generalizada, los médicos del este de los Estados Unidos recomendaban a sus pacientes que se mudaran a climas soleados y áridos en beneficio de sus pulmones. Como resultado, el número de personas con tuberculosis, llamadas "lungers" ("pulmoneros"), en el estado aumentó alarmantemente, sin que se dispusiera de los servicios o las instalaciones suficientes para atenderlas. No teniendo experiencia en la complicada tarea de hacer frente a una población enferma y sin techo, muchos policías simplemente recurrían al arresto y el encarcelamiento. La cantidad de tuberculosos que venían a Denver con su familia por motivos de salud hizo que en 1880 se la conociera como "el Sanatorio del Mundo". Cynthia Stout, una historiadora académica, afirmó que para 1900 «un tercio de la población coloradina residía en el estado a causa de la tuberculosis».

## Siglo XX

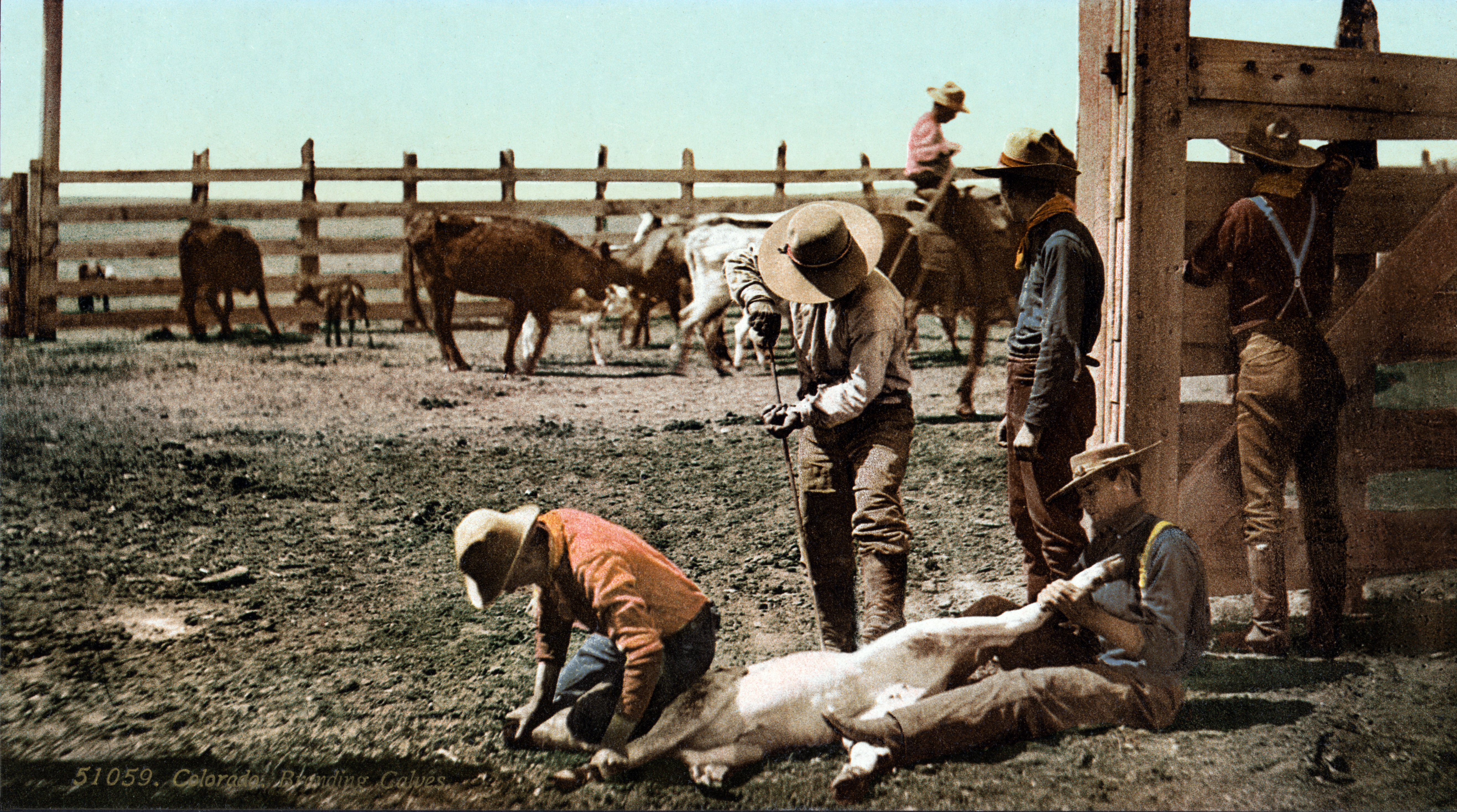
Un ganadero marcando reses en un rancho coloradino hacia 1900.

A principios de los 1920, el Ku Klux Klan era una fuerza política importante en Colorado, pero no logró hacer aprobar sus propuestas y para 1930 había desaparecido.
En los 1930, la industria de esquí empezó a desarrollarse en Colorado. Se establecieron centros turísticos en áreas como Estes Park, Gunnison y el Paso de Loveland. Durante la Segunda Guerra Mundial, la Décima División de Montaña estableció el Campamento Hale para entrenar tropas de esquí élites.
En los 1940, el gobernador de Colorado Ralph Carr se mostró contrario a la discriminación racial y al internamiento federal de japoneses-estadounidenses durante la Segunda Guerra Mundial.
En 1967, el gobernador John A. Love firmó la primera ley de aborto progresista de la nación. A finales de los sesenta hubo violencia que adoptó la forma de disturbios raciales y edificios universitarios quemados por radicales.
En 1972, Colorado fue el único estado en rechazar el premio de albergar los Juegos Olímpicos después de haberlo recibido. Cuando el representante Lamm dirigió un movimiento exitoso para rechazar una emisión de bonos destinada a cubrir gastos de los Juegos, el Comité Olímpico Internacional trasladó los Juegos Olímpicos de 1976 a Innsbruck, Austria. Ninguna otra sede elegida para los Juegos Olímpicos ha rechazado el premio.
En 1999, la masacre de la Escuela Secundaria de Columbine fue la masacre de escuela secundaria más más devastadora de la historia estadounidense, hasta el tiroteo en la escuela secundaria Stoneman Douglas de Parkland.

## Siglo XXI
El 20 de julio de 2012, 12 personas murieron y 70 quedaron heridas en la Masacre de Aurora de 2012, cuando James Eagan Holmes, un ex estudiante de neurociencia, entró un cine en Aurora, Colorado con armas y granadas de gas lacrimógeno, y empezó a disparar al azar durante una proyección de The Dark Knight Rises. En ese momento, fue el tiroteo masivo más mortífero de la historia estadounidense.
Colorado ahora es uno de ocho estados que han legalizado la marihuana recreativa y médica, permitiendo el impuesto del producto. Al momento de julio de 2014, seis meses tras el inicio de la venta recreativa de marihuana en estado, Colorado había recibido 45 millones de dólares de ingresos fiscales, además de ingresos económicos de "turistas de hierba."

## Leer Más
- Abbott, Carl, et al. Colorado: A History of the Centennial State, 2005, textbook; 553 pages, ISBN 0-87081-800-7
- Athearn, Robert G. Rebel of the Rockies: A History of the Denver and Rio Grande Western Railroad. 1962.
- Baker, James H., and Leroy R. Hafen, eds. History of Colorado. 5 vol State Historical Society of Colorado, 1927, with many short biographical sketches
- Bancroft, Hubert Howe, History of Nevada, Colorado, and Wyoming, 1540-1888 (1890) 828 pages; famous classic; online edition
- Berwanger, Eugene W. The Rise of the Centennial State: Colorado Territory, 1861–76, (2007) 208 pages
- Cassels, E. Steve. The Archeology of Colorado. Boulder: Johnson Books, 1983
- Cronin, Thomas E. and Robert D. Loevy. Colorado Politics & Government: Governing the Centennial State, (1993) online edition
- Ellis, Elmer. Henry Moore Teller: Defender of the West. 1941.
- Ellis, Richard N., and Duane A. Smith. Colorado: A History in Photographs. 1991.
- Gulliford, Andrew. Boomtown Blues: Colorado Oil Shale, 1885-1985. 1989.
- Hafen, Le Roy R. Colorado: The Story of a Western Commonwealth.  1933.
- Hogan, Richard. Class and Community in Frontier Colorado. 1990.
- Lamm, Richard D., and Duane A. Smith. Pioneers and Politicians: 10 Colorado Governors in Profile. 1981. popular
- Lecompte, Janet. Pueblo, Hardscrabble, Greenhorn: The Upper Arkansas, 1832-1856, University of Oklahoma Press, 1977, hardcover, 354 pages, ISBN 0-8061-1462-2
- Lorch, Robert S. Colorado's Government. 5th ed. 1991. textbook
- Ormes, Robert M. Guide to the Colorado Mountains. 7th ed. 1979.
- Parsons, Eugene. The Making of Colorado: A Historical Sketch (1908) 324 pages online edition
- Philpott, William. Vacationland: Tourism and Environment in the Colorado High Country (University of Washington Press; 2013) 488 pages; the post 1945 transformation of a once isolated and little-visited region into a major ski and tourist destination
- Rohrbough, Malcolm J. Aspen: The History of a Silver Mining Town, 1879-1893. 1986. scholarly study
- Scamehorn, Lee. High Altitude Energy: A History of Fossil Fuels in Colorado (2002) online edition
- Scamehorn, Lee. Mill & Mine: The Cf&I in the Twentieth Century (1992)  online edition
- Schulte, Steven C.  Wayne Aspinall and the Shaping of the American West (2002) online edition
- Schulten, Susan. "The Civil War and the Origins of the Colorado Territory," Western Historical Quarterly  (Spring 2013) 44#1 pp 21–46.
- Smith, Duane A. The Trail of Gold and Silver: Mining in Colorado, 1859–2009 (Boulder: University Press of Colorado, 2009. xiv, 282 pp.) ISBN 978-0-87081-957-5
- Smith, Duane A.  Henry M. Teller: Colorado's Grand Old Man, 2002 online edition
- Sprague, Marshall. Money Mountain: The Story of Cripple Creek Gold (1979) online edition
- Ubbelohde, Carl, Maxine Benson, and Duane Smith. A Colorado History. 6th ed. 1988. textbook
- Varnell, Jeanne. Women of Consequence: The Colorado Women's Hall of Fame, Johnson Press, Boulder, 1999, ISBN 1-55566-214-5.
- Wiatrowski, Claude. Railroads of Colorado: Your Guide to Colorado's Historic Trains and Railway Sites, Voyageur Press, 2002, hardcover, 160 pages, ISBN 0-89658-591-3
- Wickens, James F. "The Depression and New Deal in Colorado," in John Braeman et al. eds. The New Deal: Volume Two - the State and Local Levels (1975) pp 269–310
- Wright, James Edward. The Politics of Populism: Dissent in Colorado. 1974. on 1890s
- Wyckoff, William (1999). Creating Colorado: The Making of a Western American Landscape, 1860-1940. Yale UP.